# Девід Йонгі Чо
Девід Йонгі Чо (14 лютого 1936 — 14 вересня 2021) — християнський проповідник у Південній Кореї. Почесний пастор (до 2008 р. був старшим пастором) та засновник найбільшої в світі церкви п'ятидесятників — Церкви Повного Євангелія Йойдо (Асамблеї Бога), чисельність парафіян якої сягає 830 000 осіб (станом на 2007 р.). У неділю церквовні богослужіння проходять 7 разів, проте бажаючих помолитися так багато, що людям доводиться займати місця за дві години до зібрання.
Храм церкви в Сеулі є найвідвідуванішим християнським храмом у світі.

## Ранні роки
Народився Девід Йонгі Чо у містечку Ульджугун, яке нині є частиною метрополії Ульсану. Він був старшим сином подружжя Чо Дучхона і Кім Боксон. Ріс у сім'ї разом із п'ятьма братами та чотирма сестрами. Закінчив школу з відзнакою, але надії на отримання освіти в університеті були зруйновані, через те, що бізнес тата збанкрутував. Як наслідок, він вступив до дешевого торгівельного технікуму. З тих пір він почав ходити на Американську військову базу неподалік від школи, де й вивчив англійську мову. Йонгі Чо був талановитим студентом, тому невдовзі став перекладачем для командування бази.
Вихований на традиціях буддизму, у 19-річному віці він прийняв християнство. Приводом для цього стала страшна хвороба — туберкульоз. У лікарні юнака щодня відвідувала одна незнайомка, яка розповідала йому про Ісуса Христа. Одного разу вона стала на коліна, щоб помолитися за Йонгі Чо і почала плакати. Він був зворушений цим і сказав їй: «Не плач… Тепер я знаю якою є ваша християнська любов. Я помираю, тому стану християнином для тебе». Вона віддала йому свою Біблію і сказала: «Якщо ти будеш читати її з вірою, то знайдеш Слова життя». Після цього він отримав дар святого духа — глосолалію («хрещення Святого Духа», дар промовляння іншими мовами). Після цього він побачив Ісуса у своєму видінні. А згодом почав працювати перекладачем для американського євангеліста Кена Тайза, вважаючи, що це Бог покликав його на служіння.
У 1956 році він отримав стипендію для вивчення богослів'я у Біблійному коледжі Повного Євангелія в Сеулі. Там він зустрів Чхве Джасіль (кор. 최자실.), яка стала йому близьким товаришем, а згодом, ще й тещею.
Йонгі Чо отримав диплом у березні 1958 року.

## Церква Теджо
У травні 1958 року Девід Йонгі Чо провів своє перше богослужіння у будинку подруги Чхве Джасіль. Тільки Чхве та її троє дітей взяли участь у святій месі, але церква швидко набувала свого поширення, тому невдовзі до неї долучилися ще п'ятдесят членів. Йонгі Чо та інші члени церкви проводили активну євангелізацію — ходили до будинків містян і запрошувати їх прийти до храму. Протягом трьох років, церква розширилась до чотирьохсот членів. У 1961 році церква придбала свою першу ділянку землі у Содемун-гу.
У січні 1961 розвиткові церкви завадив призов Йонгі Чо до Збройних сил Республіки Корея. Доки він виконуватиме свій обов'язок перед державою, Чо попросив зайняти пост пастора американського місіонера Джона Хьорстона. Однак служба в армії була нетривалою: йому знадобилось серйозна операція через гостру хворобу кишечника, тому через 7 місяців служби він був звільнений у запас за станом здоров'я.

## Всесвітнє служіння
Йонгі Чо витратив понад 44 років свого життя наголошуючи важливість служіння домашніх груп, які, на його думку, є ключем до розвитку церкви, а також її служителів.
У листопаді 1976 року Чо заснував «Міжнародне служіння Розвитку Церкв», яке присвячувалось навчанню принципам благовіщення та розвитку церкви для пасторів усіх церков у всьому світі.
У січні 1986 року він заснував благодійну організацію для благоустрою міста Елім, та ряд спеціальних установ для людей похилого віку, молоді, безпритульних і безробітних. Останнє використовувалось для підготовки кадрів на вибір із чотирьох професій. У березні того ж року він заснував університет Hansei.
Йонгі Чо був головою Всесвітньої Асамблеї Бога з 1992 по 2000 роки і головою Корейської асоціації християнських лідерів з листопада 1998 року. Також він займав посаду очільника благодійної організації «Благодійні люди» з лютого 1999 року.
Як доповнення до рідної корейської мови, Чо також володіє англійською. Він написав безліч книг, у тому числі: двотомне видання «Четвертий вимір», «Святий Дух — Мій старший партнер», «У молитві з Ісусом», «Більше, ніж Числа», а також «Молитва, ключ до Відродження».

## Особисті вчення

### Віра у четвертий вимір
Пастор Чо описує у своїй книзі як довго шукав ключ до своєї віри. Його переповнювало бажання отримати відповіді Господа на деякі питання у своєму житті. Четвертий вимір — це духовний світ, який ми не бачимо на власні очі. Але щоб отримати бажане, потрібно це чітко побачити очима духовними, побачити невидиме у найменших деталях.